# ジョゼ・エドゥアルド・デ・アラウージョ
ゼ・エドゥアルド（Zé Eduardo）ことジョゼ・エドゥアルド・デ・アラウージョ（José Eduardo de Araújo、1991年8月16日 - ）は、ブラジル・ウベラーバ出身のサッカー選手。FCヴィル1900所属。ポジションはMF。出身はウベラーバであるが、アンドラジーニャで育った。

## 経歴
2003年にクルゼイロECの下部組織に加入し、2009年9月にプロデビューを果たした。その後アヤックス・アムステルダムへ1年間のレンタル移籍を果たしたが、1試合も出場することなくレンタル期間が終了した。2010年7月、イタリアのパルマFCに移籍。2014年7月23日、セリエAに昇格したACチェゼーナに移籍することが決定した。2015年8月8日、セリエBのSSヴィルトゥス・ランチャーノ1924へレンタルで加入した。

## タイトル

### 国際タイトル
- 南米ユース選手権

2007, 2009, 2011
- 仙台カップ国際ユースサッカー大会

2008